# Guillaume Musso

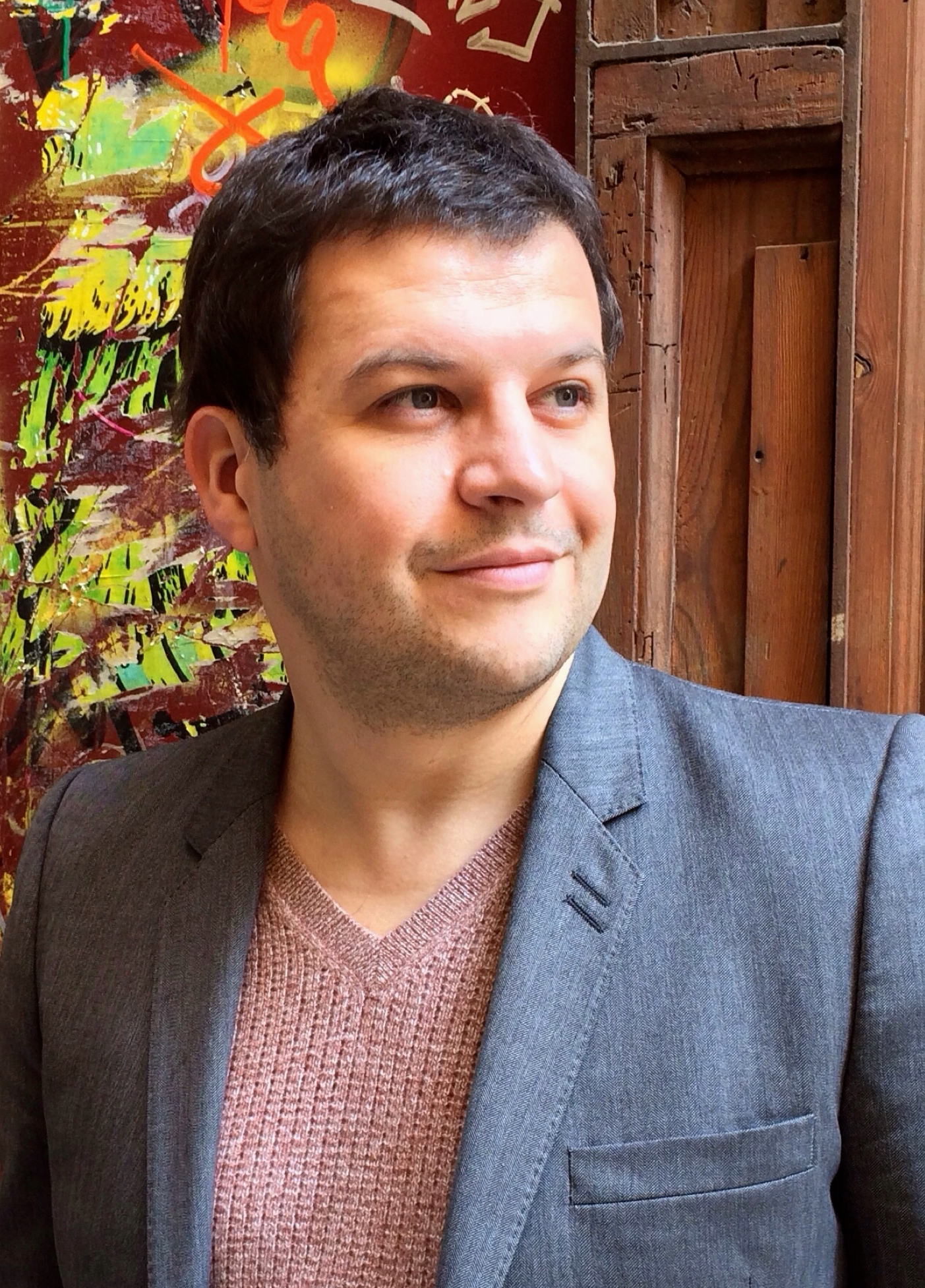
Guillaume Musso (2014)

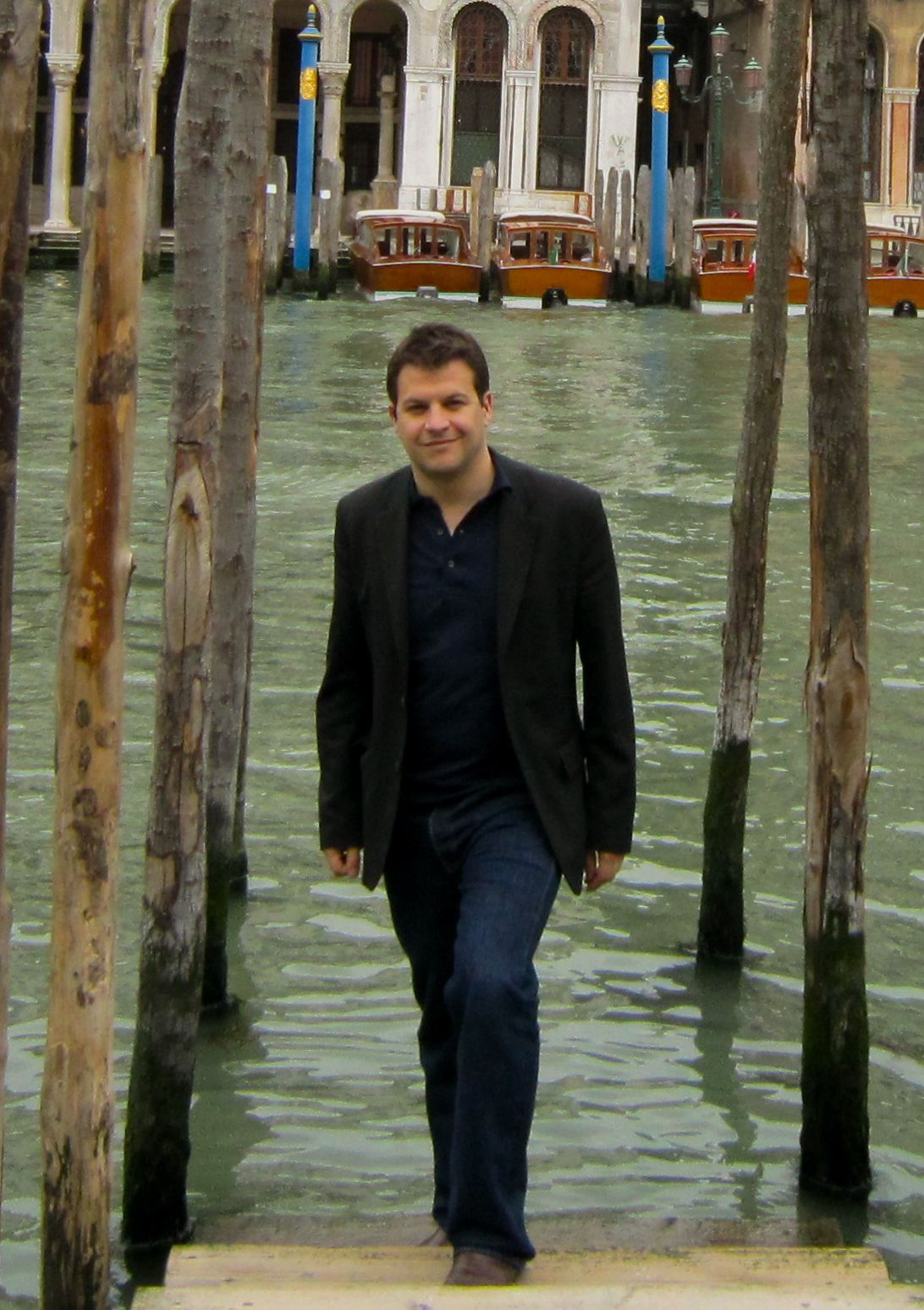
Guillaume Musso ở Venice

Guillaume Musso (sinh ngày 6 tháng 6 năm 1974) là tiểu thuyết gia người Pháp.

## Sự nghiệp
Musso sinh ngày 6 tháng 6 năm 1974 ở xã Antibes, tỉnh Alpes-Maritimes, Pháp. Sau khi hoàn thành chương trình trung học, ông chuyển đến Hoa Kỳ năm 19 tuổi. Ông sống ở New York vài tháng cùng những người ngoại quốc trẻ tuổi khác và kiếm sống bằng cách bán kem. Sau khi trở lại Pháp, ông tốt nghiệp trường đại học Nice Sophia Antipolis với bằng kinh tế học và trở thành giáo viên trung học. Năm 2001, ông xuất bản tiểu thuyết đầu tay là Skidamarink thuộc thể loại kịch tính, mở đầu với vụ trộm bức Mona Lisa từ bảo tàng Louvre.
Sau một tai nạn giao thông, ông hướng sự quan tâm đến các trải nghiệm cận kề cái chết và hình dung ra câu chuyện về một người đàn ông trở về từ cõi chết. Ý tưởng này được truyền tải thành cuốn tiểu thuyết Rồi sau đó... (tiếng Pháp: Et après...) và được XO Éditions xuất bản năm 2004. Tiểu thuyết bán được hơn một triệu bản ở Pháp và được dịch ra 23 thứ tiếng. Bộ phim cùng tên do Gilles Bourdos đạo diễn, John Malkovich và Evangeline Lilly thủ vai chính được ra mắt ở Pháp vào tháng 1 năm 2009.
Guillaume Musso là tác giải Best-selling #1 tại Pháp, là tiểu thuyết gia có sách bán chạy nhất ở Pháp trong bảy năm liên tiếp. Các tiểu thuyết của ông đã được dịch ra 40 thứ tiếng và bán hơn 33 triệu bản trên khắp thế giới. Những tiểu thuyết tiếp theo của Musso là Hãy cứu em (2005), Hẹn em ngày đó (2006), Bởi vì yêu (2007), Trở lại tìm nhau (2008), Nếu đời anh vắng em (2009), Cô gái trong trang sách (2010), Cuộc gọi từ thiên thần (2011), Bảy năm sau (2012), Ngày mai (2013), Central Park (2014), Giây phút này (2015), Cô gái Brooklyn (2016) và Dưới một mái nhà ở Paris (2017).

## Các tác phẩm đã được dịch sang tiếng Việt
- Hãy cứu em (tên gốc: Sauve-moi), dịch giả Hương Lan (Nhã Nam, 2009)
- Bảy năm sau (tên gốc: 7 ans après), dịch giả: Hoàng Nh. (Nhã Nam, 2013)
- Rồi sau đó... (tên gốc: Et après), dịch giả: Bằng Quang, (Nhã Nam, 2014)
- Trở lại tìm nhau (tên gốc:Je reviens te chercher),dịch giả: Lê Nhung (Nhã Nam, 2015)
- Nếu đời anh vắng em (tên gốc: Que serais-je sans toi?), dịch giả: Hương Lan, (Nhã Nam, 2016)
- Dưới một mái nhà ở Paris (tên gốc: Un appartement à Paris), dịch giả: Phúc Chi Nhi (Nhã Nam, 2018)
- Central Park, dịch giả: JeanBoy (Nhã Nam, 2018)
- Cô gái trong trang sách (tên gốc: La Fille de papier), dịch giả: Huy Minh (Nhã Nam, 2018)
- Hẹn em ngày đó (tên gốc: Seras-tu là?), dịch giả: Hương Lan (Nhã Nam, 2018)
- Bởi vì yêu (tên gốc: Parce que je t'aime), dịch giả: Thu Phương (Nhã Nam, 2018)
- Cuộc gọi từ thiên thần (tên gốc: L'Appel de l'ange), dịch giả: Bảo Linh (Nhã Nam, 2018)
- Giây phút này (tên gốc: L'instant présent), dịch giả: Phúc Chi Nhi (Nhã Nam, 2018)
- Ngày mai (tên gốc: Demain), dịch giả: Phúc Chi Nhi (Nhã Nam, 2018)
- Cô gái và màn đêm (tên gốc: La Jeune Fille et la nuit), dịch giả: Bình An (Nhã Nam, 2019)
- Cô gái Brooklyn (tên gốc: La Fille de Brooklyn), dịch giả: Nguyễn Thị Tươi (Nhã Nam, 2019)
- Cuộc sống bí mật của các nhà văn (tên gốc: La vie secrète des écrivainst), dịch giả: Phúc Chi Nhi (Nhã Nam 2019)
- Cuộc đời là một tiểu thuyết (tên gốc: La vie est un roman), dịch giả: Danh Việt (Nhã Nam, 2021)
- Cô Gái Vô Danh Trên Sông Seine (tên gốc: L'Inconnue de la Seine), dịch giả: Phạm Hiền (Nhã Nam, 2022)

## Giải thưởng
- Pháp, tiểu thuyết có thể chuyển thể thành phim hay nhất cho Rồi sau đó..., 2004[6]
- Ý, giải Scrivere per Amore cho Rồi sau đó..., Verone, 2005[7]